# Henning Söderhjelm
Lars Henning Söderhjelm, född 5 december 1888 i Helsingfors, död 7 december 1967 i Göteborg, var en finlandssvensk författare och översättare. Han använde sig även av pseudonymerna Lennart Wikström och Arnold Sundqvist. 

## Biografi
Han var son till professorn Werner Söderhjelm och Sigrid Wilhelmina Lönnblad samt brorson till Alma Söderhjelm och svärson till Richard Sievers, liksom far till Kai Söderhjelm. 
Söderhjelm avlade studentexamen 1906 och blev filosofie magister 1910. Han ägnade sig till en början åt studier i psykologi och disputerade 1913 med en avhandling om instinkterna och det mänskliga känslolivet. Under sina amanuensår vid universitetsbiblioteket i Helsingfors utgav han tillsammans med Emil Hasselblatt och Olaf Homén en detektivhistoria med biblioteket som miljö. 
Han var 1921-1923 verksam som litteraturkritiker i Hufvudstadsbladet och från 1923 i Göteborgs Handels- och Sjöfartstidning och som översättare från ett flertal språk. Han blev svensk medborgare 1932.